# Smrková (Praha)
Smrková je ulice v katastrálním území Hloubětín na Praze 9, která začíná na Jahodnické a má slepé zakončení. Ústí do ní ulice Mandloňová, Jasanová a Klenová. Její tvar opisuje asi třetinu kruhu. Tato lokalita se rozvíjí od 20. let 20. století, kdy začala výstavba nouzových kolonií Za Mostem a Za Horou.
Ulice vznikla a byla pojmenována v roce 1975. Nazvána je podle smrku (latinsky Picea), jehličnatého stromu z čeledi borovicovitých. Název ulice patří do velké skupiny hloubětínských ulic pojmenovaných podle stromů a jejich plodů. Do stejné skupiny patří např. Švestková, Jívová nebo Třešňová.
Zástavbu tvoří přízemní a jednopatrové domy se zahradou. Ulice nemá chodník (stav 2018).